# The Musketeers of Pig Alley
The Musketeers of Pig Alley er en amerikansk stumfilm fra 1912 af D. W. Griffith.

## Medvirkende
- Elmer Booth
- Lillian Gish
- Clara T. Bracy
- Walter Miller
- Alfred Paget